# Nude Odeon
Nude Odeon è un film del 1978, diretto da Marino Girolami.

## Trama
Le voci fuori campo di un uomo e di una donna commentano le abitudini sessuali delle popolazioni dei più svariati angoli della Terra: Polinesia, Copenaghen, Africa, New Jersey, Inghilterra, Messico, Italia e Svezia. A cominciare da titoli di testa che scorrono sull'esposizione di sculture e dipinti a tema erotico, si passa alla rappresentazione di situazioni bizzarre e scabrose, tra cui: indigeni della Polinesia costretti a rapporti sessuali con le proprie conterranee più volte al giorno, negozi di parrucchiere dove si offrono servizi per clienti omosessuali, un'orgia offerta ai giovani ospiti di un lussuoso appartamento, danzatori che si esibiscono sulle tombe dei defunti in Messico, una sfilata di moda con uomini che indossano abiti femminili, un'aula scolastica dove due studenti praticano sesso durante la lezione, servizi sessuali per uomini e per donne prestati a bordo di roulotte.

## Produzione
La Seven Film, casa di produzione del film, lo ha realizzato rilevando materiale appartenente a un documentario americano degli anni sessanta simile ai mondo movie che si giravano in Italia ma rimasto senza distribuzione. Compito del regista Marino Girolami e del direttore della fotografia Maurizio Centini è stato quello di rendere commerciale il film, girando brevi scene più audaci sul versante erotico da inserire nel montaggio definitivo.
Il titolo Nude Odeon parafrasa quello di una fortunata trasmissione televisiva, Odeon. Tutto quanto fa spettacolo, che prima fra tutte mostrò un nudo femminile frontale all'interno di un finto studio sui costumi sessuali nel mondo.